# Renata Schmiedbergerová
Renata Schmiedbergerová (rodným příjmením Quittová) je česká dermatoložka. Do září roku 2011 působila jako primářka Dermatovenerologické kliniky Nemocnice Na Bulovce a v letech 1999 až 2004 jako její přednostka. Od té doby je zaměstnána na kožním oddělení pražské Kliniky Jana Leštáka. Jako pedagožka přednáší na 2. lékařské fakultě Univerzity Karlovy a své znalosti předává také na seminářích a konferencích. Angažuje se též v problematice melanomu lidské kůže.

## Dílo
- SCHMIEDBERGEROVÁ, Renata. Soubor nemocných s lymfedémem sledovaných v Lymfologickém centru Dermatovenerologické kliniky 2. LF UK a FN Na Bulovce Praha v letech 2000–2005. Retrospektivní analýza. Lékařství české. 2007, roč. 146, čís. 1, s. 57–61.
- Almanach dermatovenerologů. 4. vyd. Praha: [s.n.], 2007.
- SCHMIEDBERGEROVÁ, Renata. Eczema atopicum. Pediatrie pro praxi. 2005, čís. 4. Dostupné online.